# Antonio del Carmen Monestel Zamora
Antonio del Carmen Monestel Zamora (ur. 13 lipca 1868 w San José, zm. 8 października 1937) – kostarykański duchowny katolicki, biskup koadiutor Tegucigalpa 1915-1921 i biskup diecezjalny Alajuela 1921-1937.

## Życiorys
Święcenia kapłańskie otrzymał 19 grudnia 1891.
23 lutego 1915 papież Benedykt XV mianował go biskupem koadiutorem Tegucigalpa w Hondurasie ze stolicą tytularną Sora. 25 lipca 1915 z rąk arcybiskupa Giovanniego Cagliera przyjął sakrę biskupią. 10 marca 1921 papież Benedykt XV mianował go biskupem diecezjalnym Alajuela. Funkcję sprawował aż do swojej śmierci.